# Månvalla
Månvalla travbana är ett sällskapsspel som producerades 1948 av Jan Jangö, som hade copyright. Trycktes på Carl A Franzéns Tryckeri A.B., Stockholm 1948. Till spelet medföljde ett åttasidigt regelverk.
Månvalla  tillverkades och såldes även på 1970-talet av Alga med något ändrade regler.
I spelet ska man vinna lopp med de travhästar som lottats ut, samt tippa på vem som vinner de enskilda loppen, och V5.
Hästarna har en viss kapacitet som kombineras med slumpmässigt utdelade poängkort och chanskort med händelser.
Sedan körs loppen kring en bana där taktiken kring kurvorna avgör om man får kortaste eller längre väg till mållinjen.
Den spelare som har mest pengar efter två dagar à fem lopp, vinner spelet.
Spelets namn är en parafras på Sveriges största travbana, Solvalla, och travhästarna i loppen har namn som mestadels härstammar från kända hästar på 1940- och 1950-talet, såsom Big Noon, Adept och Bulwark.
Spelet lades ner efter ganska kort tid, eventuellt p.g.a. att spelet spelades med riktiga pengar.